# برج نگار
برج نگار یک برج (ساختمان)برج ۳۱ طبقه‌ای با کاربری تجاری و اداری و ششمین ساختمان بلند تهران در شمال شهر تهران است. این برج در خیابان ولی‌عصر، صد متری شمال میدان ونک قرار دارد.

## ساختار و ویژگی‌های سازه
برج نگار ۱۱۴ متر ارتفاع دارد و دارای ۳۱ طبقه و ۲۲۰ واحد است. این برج در زیربنایی به وسعت ۴۰هزار متر مربع ساخته شده است. سازه برج اسکلت فلزی و با پوشش سقف کامپوزیت است.
سطح کل نمای برج ۱۳۸۰۰ متر مربع بوده که ترکیبی از نمای آلومینیومی به صورت کامپوزیت و شیشه دوجداره است. نمای شیشه ۵۵۰ متر مربع بوده و از گاز آرگون بین شیشه‌ها استفاده شده است. استفاده از آلومینیوم موجب کاهش وزن و سبکی سازه نسبت به دیگر مصالح فلزی می‌شود.
پوشش داخلی واحدها کاغذ دیواری، پوشش کف‌های عمومی  سنگ گرانیت و راه‌پله‌ها از جنس سنگ تراورتن است.
یک باند هلی‌کوپتر به مساحت ۱۳۰ متر مربع در بالای برج قرار دارد.
این برج ۷ طبقه پارکینگ با ظرفیت ۲۴۹ خودرو دارد و دارای آسانسوری ویژه حمل اتومبیل از طبقه همکف تا پارکینگ طبقهٔ سوم است.
تعداد ۵ آسانسور مسافری با ظرفیت هزار کیلوگرم (۱۳ نفره) در داخل برج نصب و دو راه پله اضطراری در برج ساخته شده است.
سیستم اینترنت برج از طریق رادیوهای مرکزی تامین شده و از بستر شبکه داخلی برای واحدها قابل بهره‌برداری می‌باشد. سیستم گرمایش و سرمایش و آب گرم مورد نیاز از طریق ۲ چیلر جذبی و ۲ دیگ بخار تأمین می‌شود همچنین تأمین برق واحدها به صورت جداگانه و از محل اتاق برق در طبقه اول میسر شده است. هر واحد دارای ۱۰ خط تلفن است. همه‌ی واحدها و آسانسورها هنگام قطع برق به ژنراتور مرکزی برج متصل هستند.
یکی از معماران این پروژه، مهندس امید غلامپور است.